# Yiye Ávila
José Joaquín Ávila Portalatín (Camuy, Puerto Rico; 11 de septiembre de 1925-Camuy, Puerto Rico; 28 de junio de 2013) más conocido como Yiye Ávila, fue un evangelista pentecostal y escritor puertorriqueño de origen sefardí. Su predicación y mensajes se caracterizaron por proclamar "la venida inminente de Jesucristo". Es considerado uno de los predicadores hispanohablantes más importantes e influyentes de la historia. A su vez, lo consideran como uno de los fundadores clave del desarrollo del término evangelista en el ámbito de la evangelización del pentecostalismo a nivel mundial. También, lo consideran como el primer pentecostal, pionero en realizar una telepredicación y una cadena de origen pentecostal de renombre mundial, llamada Cadena del Milagro Internacional.
Yiye Ávila no solo participó en la televisión y la radio, sino también en la organización de campañas evangelísticas masivas. Sus cruzadas evangelísticas en América Latina y Estados Unidos atrajeron a miles de personas, creando un movimiento de renovación espiritual que sigue influyendo en las iglesias pentecostales. Además de su trabajo evangelístico, Ávila escribió numerosos libros y folletos sobre temas de fe, vida cristiana y profecía bíblica, que se convirtieron en recursos valiosos para pastores y líderes cristianos.
La influencia de Yiye Ávila también se extendió a la formación de líderes cristianos a través de conferencias, seminarios y talleres. A lo largo de su vida, promovió la educación teológica y el entrenamiento ministerial, impactando a una nueva generación de evangelistas y pastores. Su legado continúa siendo relevante en las comunidades cristianas, consolidándose como una figura central en la historia del pentecostalismo moderno.

## Biografía
José Joaquín Ávila Portalatín nació en Camuy, Puerto Rico. Sus padres, Pablo Ávila y Herminia Portalatín, eran maestros de escuela judíos sefardíes que se habían convertido al cristianismo, y finalmente siguió sus pasos. Se matriculó en la Universidad Interamericana de Puerto Rico en San Germán, con planes de estudiar medicina. Allí se graduó con una licenciatura en ciencias naturales. Eligió regresar a su ciudad natal de Camuy y enseñar química y biología en la escuela secundaria local, donde enseñó durante los siguientes 22 años. Finalmente se produciría un cambio de carrera que lo llevaría a más de 100 países. Comenzó a jugar béisbol en el nivel Doble A y a entrenarse como levantador de pesas. En 1952, compitió y ganó el concurso de culturismo Mr. Puerto Rico, y se convertiría en el segundo finalista por el título de Mr. North America en 1953.
Mientras se entrenaba para los Juegos Olímpicos de verano de 1956, Ávila experimentó un dolor terrible en partes de su cuerpo y, tras varias pruebas, sus médicos le diagnosticaron artritis crónica. Esto le impidió participar en los Juegos Olímpicos o en cualquier otro evento deportivo futuro. El dolor fue tan intenso que Ávila sufrió una movilidad limitada y ni siquiera pudo realizar las tareas cotidianas. Se volvió hacia el cristianismo y comenzó a orar, buscando la intervención divina para su situación. Recibió una revelación de Dios a través de la lectura y el estudio de la Biblia, donde recibió la curación de Jesucristo. A partir de ese momento, se dedicó al ministerio.

## Ministerio

### Comienzos como predicador
Yiye Ávila siempre estuvo interesado en el cristianismo, pero decidió dedicar su vida y trabajo a la evangelización después de ver un programa de televisión evangélico presentado por Oral Roberts, un teleevangelista estadounidense a principios de la década de 1960. En 1967, Ávila se jubila después de 22 años como maestro y comienza a concentrarse en el trabajo evangélico. Se convirtió en predicador a tiempo completo y, en 1972, invitó a varios amigos, familiares y vecinos a formar  parte del Escuadrón Relampago Cristo Viene, que se congregó en una pequeña habitación de su casa para discutir el tema: Biblia, salvación, cristianismo y Apocalipsis.  
El ministerio y los seguidores de Yiye Ávila aumentaron y construyeron un nuevo edificio cerca de la carretera estatal PR # 2 para acomodar al público asistente. Su predicación fue seguida por varios grupos de iglesias y muchos evangelistas latinoamericanos lo invitaron a predicar en sus comunidades e iglesias locales. Esta demanda llevó a Yiye a crear un programa de radio y, finalmente, una cadena de televisión llamada Cadena Del Milagro (Miracle Network) para que su predicación llegara a las mismas comunidades que visitaba. La cadena y su ministerio se expandieron a revistas, libros, cintas de audio, videos y programación programada televisada. El edificio de tres pisos que él y sus seguidores cercanos construyeron originalmente ahora sirve como sede del ministerio de Yiye y su red de televisión. 

### Viajes misioneros y pentecostalismo
A partir de la década de 1970, Yiye visitó casi todos los países de América Latina, muchas ciudades de América del Norte y partes de Europa. Apareció en una transmisión televisiva diaria por la mañana predicando versículos seleccionados de la Biblia y recibiendo peticiones de oración de los espectadores. También apareció todos los sábados por la noche en el programa insignia de la cadena, Campaña Por TV (Campaña a través de la televisión), donde predicó versos seleccionados del Nuevo Testamento, presentó grupos de música cristiana evangélica e invitó a los espectadores a convertirse al cristianismo evangélico. 
En sus programas, animaba a los espectadores a congregarse yendo a iglesias evangélicas y a formar grupos cristianos evangélicos para discutir la Biblia y los acontecimientos actuales. Estos programas y muchos otros programas se transmiten en Puerto Rico y el Caribe, y se transmiten vía satélite a América Latina, los Estados Unidos continentales y ciertas partes de Europa. Además de sus programas de televisión y predicación pública, Yiye Ávila fue un escritor prolífico, publicando numerosas obras a lo largo de sus años de ministerio. Muchas de sus predicaciones públicas se han grabado y publicado en cintas y discos compactos. 
En 1975 visitó Chile por primera vez para predicar en una campaña evangélistica, la cual mucho éxito de acuerdo a los organizadores, por este motivo Yiye Ávila volvió a Chile en 1976 y 1977, donde tuvo libertad para realizar campañas evangelisticas, en su visita al país en 1977 declara haber recibido una palabra de parte de Dios para el dictador Augusto Pinochet, lo cual que hizo solicitar hablar con él, Yiye Ávila fue recibido en su residencia en el Cerro Castillo, en Viña del Mar, Yiye Ávila viajó en helicóptero, el cual fue solicitado para su traslado y así llegar a la ciudad  en donde lo recibió cálidamente Pinochet al cual se refirió Yiye Ávila como "un hombre humilde, sincero y que respaldaba a las iglesias cristianas en Chile".

En 1977 volvimos a Chile. Predicamos 19 campañas, recorrimos el país de norte a sur, se convirtieron casi 39 mil personas. Pero ahí yo tuve una experiencia que no he podido olvidar jamás. Yo estaba en campaña en Talca, sentí cómo el Espíritu habló, me dijo “Quiero que vayas al presidente de la nación y le lleves un mensaje que tengo para él”.

En 1987, el predicador visitó Nicaragua para realizar una campaña evangelística y en esa ocasión se encontró públicamente con el presidente de Nicaragua Daniel Ortega, por el cual oró en presencia de los asistentes, y también oró por la paz en el país centroamericano. Yiye Ávila mantuvo una estrecha relación con Daniel Ortega en las décadas posteriores, volviendo al país regularmente. En 2011, el presidente Daniel Ortega homenajeó al predicador entregándole la Orden de la Indepencencia Cultural Rubén Darío.

### Últimos años
Yiye Ávila estaba casado con Carmen Delia Talavera (más conocida como Yeya) y tenía tres hijas: Noemí, Doris Myrna y Carmen Ilia. En 1989, su hija Carmen Ilia fue asesinada por su esposo. El 28 de abril de 2009, su hija Noemi Ávila, pastora evangélica, falleció en un accidente automovilístico en Freites, Venezuela.
Aunque su ministerio se ha expandido a tres continentes y se ha convertido en un nombre familiar entre las familias cristianas protestante en América Latina, prefería una vida humilde. Según se informa, vivió en la misma casa que tenía y en las mismas condiciones antes de que comenzara su ministerio. En 2009, sufrió un derrame cerebral debilitante que limitó su capacidad de hablar y se retiró de la predicación pública. El 28 de junio de 2013, Yiye Ávila murió de un paro cardíaco a la edad de 87 años.